# 前橋笠懸道路
前橋笠懸道路（まえばしかさかけどうろ）は群馬県前橋市からみどり市に至る、整備中の延長12.5 km（キロメートル）の一般国道50号バイパスである。国道50号で群馬県内唯一の2車線区間の改良を目的とするもので、群馬県における7つの交通軸のうち「東毛軸」の一部としても指定されている。2006年（平成18年）にルートが決定し、起点部・終点部の現道拡幅区間（延長計5.0 km）と、それらに挟まれた中央部のバイパス新設区間（延長7.5 km）で構成される事となった。

## 概要
国道50号は群馬県みどり市から茨城県結城市にかけてバイパス新設ないし現道の4車線化拡幅が完成しており、また前橋市東部の国道17号上武道路接続部の今井町から前橋市街地の国道50号起点（本町一丁目）方面にかけても東前橋拡幅事業（天川大島町北交差点〜今井町交差点、約5.1km）の完成により4車線化が完了した。しかし、上武道路接続部から伊勢崎市北部を経てみどり市西部に至る区間は、群馬県の東西を結ぶ幹線ルートながら永く往復2車線の対面通行区間のままとなっている。この区間では立体交差は皆無で右折車線も十分に整備されていない狭隘交差点が多く、周辺の並行県道は大迂回ルートのみで適切な補助ルートとしての機能を欠き、慢性的な渋滞や近隣の生活道路への車両侵入を引き起こしている現状がある。特に、赤堀地区内で五叉路となっている西久保一丁目交差点においては重大な交通渋滞を引き起こしている。
このため道路拡幅もしくはバイパスルートの建設が検討されてきたが、該当区間でのバイパス道路誘致（現道拡幅、または現道の北側ないし南側への新設ルート建設選択）についての地域対立が永くこじれていた。このためルートが決定したのは、関係する沿線自治体が平成の大合併である程度整理された2006年（平成18年）である。
決定したバイパスルートは、起点側の前橋市内から伊勢崎市赤堀今井町1丁目付近との間4.5 kmを現道拡幅し、バイパス新設区間となる赤堀今井町1丁目以東区間7.5 kmについては、東大室町交差点と赤堀今井町交差点のほぼ中間地点で現道より分岐して主要地方道前橋西久保線と交差し、そのまま赤堀今井町2丁目付近まで北上して現道が東西に貫く赤堀市街地北方を迂回しつつ東方に進路を変え、現道と並行しながら県道笠懸赤堀今井線や主要地方道伊勢崎大間々線等と交差してみどり市の笠懸小学校交差点に至るというものである。
この区間では、伊勢崎市北部の香林工業団地南方や赤堀鹿島工業団地からのアクセス性も考慮されている。
笠懸小学校交差点から先は、別事業にて4車線化済み区間の西端部であり当該道路の終点ともなる鹿交差点までの延長0.5 km区間を現道拡幅するものとしている。
いずれの区間も標準道路幅員は27.25 mを計画しており、総事業費は427億円を見込んでいたが、増額し658億円の見込み。
なお、現道の伊勢崎市赤堀地区内沿線には、多数のファッションホテルやパチンコ店が立地して殺伐とした景観を呈しているため、伊勢崎市は未開発の農地が多いバイパス予定区間沿線について、同様な乱開発を防ぐ見地から2008年2月に特定用途制限地域への指定を行っている。
建設予定地付近で希少猛禽類であるオオタカの生息が確認された事もあって本格着工には至っていなかった。

### 路線データ
- 起点 : 群馬県前橋市今井町（今井町交差点）[1]
- 終点 : 群馬県みどり市笠懸町鹿（鹿交差点）[1]
- 延長: 12.5 km[1]
- 道路規格 : 第3種第1級
- 標準道路幅員 : 27.25 m[1]
- 車線数 : 4車線[1]
- 車線幅員 : 3.5 m
- 設計速度 : 80 キロメートル毎時

## 歴史
1999年（平成11年）に群馬県土木部長や桐生市長、前橋市長、赤堀町長、笠懸町長を委員とする前橋笠懸道路整備計画検討委員会が発足し、12月に第1回会合が開催された。
2000年（平成12年）2月に計画ルートに関するアンケート調査を実施して「北ルート案」「南ルート案」「現道拡幅案」の3案に関する意見収集を行い、約80%の回答が「北ルート案」を支持していたとする結果を同年4月に公表。
2001年度（平成13年度）に事業化され、2002年（平成14年）2月には検討委員会で基本ルートを「北ルート案」と定め、事業主体となる国土交通省も「北ルート案」を基に計画を推進する方針を正式に決定した。同時に環境影響評価の方法書・準備書縦覧を実施して2006年（平成18年）9月27日に評価書接受を終え、翌07年（平成19年）1月には都市計画を決定した。
2009年度（平成19年度）より先行整備区間となる終点側の現道拡幅部の用地取得に着手し、2012年（平成24年）6月には同区間内の歩道橋設置工事を始め翌13年（平成25年）3月25日に歩道橋2橋（笠懸マンモス橋と花咲架け橋）の架橋を終えたほか、同年12月20日には鹿交差点の改良部（前橋方面行の直進車線増設）が供用されている。

### 年表
- 2001年度（平成13年度）：事業化[1]。
- 2006年度（平成18年度）：環境影響評価・都市計画決定の手続き開始。
- 2007年（平成19年）1月：都市計画決定。
- 2009年度（平成21年度）：調査設計およびみどり市鹿地区での用地買収に着手。
- 2009年（平成21年）10月15日：国土交通省の馬淵澄夫副大臣（当時）が事業中の道路で完成まで期間を要するものについては凍結する方針を表明。群馬県内では前橋笠懸道路のほか、国道17号渋川西バイパスなど3事業が凍結候補に[9]。
- 2012年（平成24年）6月：終点寄り0.5 km区間（笠懸小学校交差点-鹿交差点）について、現道4車線化拡幅と歩道橋の新設および旧橋の撤去に着手[7]。
- 2013年（平成25年）12月20日：終点部鹿交差点付近延長0.5 kmが4車線化供用開始[1][8]。
- 2014年度（平成26年度）：前橋市内の現道拡幅部の用地着手[1]。
- 2015年度（平成27年度）：バイパス部の用地着手[1]。
- 2018年度（平成30年度）：前橋市内の現道拡幅部の工事着手[1]。
- 2023年度（令和5年度）：バイパス部の工事着手[1]。
- 2024年（令和6年）x月x日：今井町交差点西進方向の右折レーン整備のため、今井町東交差点を東に移設。[10]
- 2024年（令和6年）3月25日：起点部の今井町交差点以東延長0.5 kmが4車線化し、同日の国道17号上武道路4車線化に合わせて今井町交差点に右折レーン設置[注釈 5][11]。

## 路線状況
全線が平野部を通過し、トンネルはない。全線にわたり電線共同溝を設置する。渡良瀬幹線道路の交差部は立体交差となる予定である。

### 橋梁
名称はいずれも仮称である。
- 神沢川橋（神沢川）
- 桂川橋（桂川）
- 粕川橋（粕川）
- 鏑木川本線橋（鏑木川）
- 香林陸橋（主要地方道伊勢崎大間々線）
- 早川橋（早川）
- 笠懸陸橋（主要地方道大間々世良田線バイパス）

## 地理

### 通過する自治体
- 群馬県
  - 前橋市 - 伊勢崎市 - みどり市

### 交差する道路
- 国道50号 東前橋拡幅（今井町交差点・起点）
- 国道17号 上武道路（今井町交差点・現道拡幅部・起点）
- 群馬県道74号伊勢崎大胡線（二之宮町交差点・現道拡幅部）
- 群馬県道114号苗ヶ島飯土井線（東大室町西交差点・現道拡幅部）
- 群馬県道103号深津伊勢崎線（東大室町交差点・現道拡幅部）
- 群馬県道76号前橋西久保線（バイパス部）
- 群馬県道102号三夜沢国定停車場線（バイパス部）
- 群馬県道73号伊勢崎大間々線（バイパス部）
- 群馬県道293号香林羽黒線（バイパス部）
- 群馬県道291号境木島大間々線（バイパス部）
- 渡良瀬幹線道路（群馬県道69号大間々世良田線 笠懸藪塚工区・新里笠懸工区）（バイパス部）
- 群馬県道352号笠懸赤堀今井線（笠懸小学校交差点・現道拡幅部）
- 群馬県道69号大間々世良田線 現道（鹿交差点・現道拡幅部・終点）
- 国道50号 桐生バイパス（鹿交差点・現道拡幅部・終点）